# Supercoppa d'Irlanda 2021
La Supercoppa d'Irlanda 2021 è stata l'ottava edizione del torneo che si è disputata il 12 marzo 2021 tra lo Shamrock Rovers, squadra campione della Premier Division 2020 e il Dundalk vincitore della FAI Cup 2020. Il Dundalk, campione in carica, si è riconfermato conquistando il terzo trofeo di questa competizione.

## Tabellino
| Arbitro: | Damien MacGraith |

|                                          |                      |                                           |
| Scales 47’                               | Marcatori            | 42’ Nattestad                             |
| Watts Greene O'Brien Gaffney Burke Lopes | Tiri di rigore 3 – 4 | Hoban Sloggett Cleary Shields Boyle Leahy |